# Madrid Open 2016 - Qualificazioni singolare maschile
Le qualificazioni del singolare maschile del Mutua Madrid Open 2016 sono state un torneo di tennis preliminare per accedere alla fase finale della manifestazione. I vincitori dell'ultimo turno sono entrati di diritto nel tabellone principale. In caso di ritiro di uno o più giocatori aventi diritto a questi sono subentrati i lucky loser, ossia i giocatori che hanno perso nell'ultimo turno ma che avevano una classifica più alta rispetto agli altri partecipanti che avevano comunque perso nel turno finale.

## Teste di serie
1. Marcel Granollers (ultimo turno, Lucky loser)
2. Lucas Pouille (qualificato)
3. Íñigo Cervantes (primo turno)
4. Paul-Henri Mathieu (ritirato)
5. Denis Kudla (qualificato)
6. Robin Haase (ultimo turno)
7. Dušan Lajović (ultimo turno)

1. Taylor Fritz (primo turno)
2. Denis Istomin (qualificato)
3. Rajeev Ram (primo turno)
4. Ivan Dodig (primo turno)
5. Michail Južnyj (ultimo turno)
6. Adrian Mannarino (primo turno)
7. Víctor Estrella Burgos (primo turno)

## Qualificati
1. Radek Štěpánek
2. Lucas Pouille
3. Denis Istomin
4. Pierre-Hugues Herbert

1. Denis Kudla
2. Roberto Carballés Baena
3. Santiago Giraldo

### Lucky loser
1. Marcel Granollers

## Tabellone

### Legenda
| - Q = Qualificato - WC = Wild card - LL = Lucky loser | - ALT = Alternate - SE = Special Exempt - PR = Protected Ranking | - w/o = Walkover - r = Ritirato - d = Squalificato |

### Sezione 1
|  | Primo turno | Primo turno           | Primo turno           | Primo turno | Primo turno |  |  | Ultimo turno | Ultimo turno      | Ultimo turno      | Ultimo turno | Ultimo turno |  |
|  |             |                       |                       |             |             |  |  |              |                   |                   |              |              |  |
|  | 1           | Marcel Granollers     | Marcel Granollers     | 7           | 6           |  |  |              |                   |                   |              |              |  |
|  | WC          | Roberto Ortega-Olmedo | Roberto Ortega-Olmedo | 65          | 2           |  |  | 1            | Marcel Granollers | Marcel Granollers | 4            | 4            |  |
|  |             | Radek Štěpánek        | 3                     | 6           | 6           |  |  |              | Radek Štěpánek    | Radek Štěpánek    | 6            | 6            |  |
|  | 8           | Taylor Fritz          | 6                     | 3           | 4           |  |  |              |                   |                   |              |              |  |

### Sezione 2
|  | Primo turno | Primo turno              | Primo turno    | Primo turno | Primo turno |  |  | Ultimo turno | Ultimo turno             | Ultimo turno | Ultimo turno | Ultimo turno |  |
|  |             |                          |                |             |             |  |  |              |                          |              |              |              |  |
|  | 2           | Lucas Pouille            | Lucas Pouille  | 7           | 7           |  |  |              |                          |              |              |              |  |
|  |             | Ernests Gulbis           | Ernests Gulbis | 62          | 64          |  |  | 2            | Lucas Pouille            | 6            | 65           | 6            |  |
|  |             | Adrián Menéndez Maceiras | 6              | 3           | 6           |  |  |              | Adrián Menéndez Maceiras | 3            | 7            | 1            |  |
|  | 13          | Adrian Mannarino         | 3              | 6           | 2           |  |  |              |                          |              |              |              |  |

### Sezione 3
|  | Primo turno | Primo turno      | Primo turno     | Primo turno | Primo turno |  |  | Ultimo turno     | Ultimo turno     | Ultimo turno | Ultimo turno | Ultimo turno |  |
|  |             |                  |                 |             |             |  |  |                  |                  |              |              |              |  |
|  | 3           | Íñigo Cervantes  | 3               | 7           | 5           |  |  |                  |                  |              |              |              |  |
|  |             | Michail Kukuškin | 6               | 63          | 7           |  |  | Michail Kukuškin | Michail Kukuškin | 2            | 6            | 3            |  |
|  |             | Albert Montañés  | Albert Montañés | 4           | 3           |  |  | Denis Istomin    | Denis Istomin    | 6            | 2            | 6            |  |
|  | 9           | Denis Istomin    | Denis Istomin   | 6           | 6           |  |  |                  |                  |              |              |              |  |

### Sezione 4
|  | Primo turno | Primo turno            | Primo turno            | Primo turno | Primo turno |  |  | Ultimo turno | Ultimo turno          | Ultimo turno          | Ultimo turno | Ultimo turno |  |
|  |             |                        |                        |             |             |  |  |              |                       |                       |              |              |  |
|  | Alt         | Georgi Rumenov Payakov | Georgi Rumenov Payakov | 0           | 3           |  |  |              |                       |                       |              |              |  |
|  |             | Pierre-Hugues Herbert  | Pierre-Hugues Herbert  | 6           | 6           |  |  |              | Pierre-Hugues Herbert | Pierre-Hugues Herbert | 7            | 6            |  |
|  | WC          | Akira Santillan        | Akira Santillan        | 3           | 67          |  |  | 12           | Michail Južnyj        | Michail Južnyj        | 5            | 1            |  |
|  | 12          | Michail Južnyj         | Michail Južnyj         | 6           | 7           |  |  |              |                       |                       |              |              |  |

### Sezione 5
|  | Primo turno | Primo turno        | Primo turno        | Primo turno | Primo turno |  |  | Ultimo turno | Ultimo turno    | Ultimo turno | Ultimo turno | Ultimo turno |  |
|  |             |                    |                    |             |             |  |  |              |                 |              |              |              |  |
|  | 5           | Denis Kudla        | Denis Kudla        | 6           | 6           |  |  |              |                 |              |              |              |  |
|  | PR          | Matthias Bachinger | Matthias Bachinger | 4           | 3           |  |  | 5            | Denis Kudla     | 2            | 7            | 6            |  |
|  |             | Benjamin Becker    | 4                  | 6           | 6           |  |  |              | Benjamin Becker | 6            | 65           | 2            |  |
|  | 11          | Ivan Dodig         | 6                  | 0           | 3           |  |  |              |                 |              |              |              |  |

### Sezione 6
|  | Primo turno | Primo turno             | Primo turno             | Primo turno | Primo turno |  |  | Ultimo turno | Ultimo turno            | Ultimo turno            | Ultimo turno | Ultimo turno |  |
|  |             |                         |                         |             |             |  |  |              |                         |                         |              |              |  |
|  | 6           | Robin Haase             | Robin Haase             | 6           | 6           |  |  |              |                         |                         |              |              |  |
|  | WC          | Álvaro López San Martín | Álvaro López San Martín | 3           | 4           |  |  | 6            | Robin Haase             | Robin Haase             | 63           | 3            |  |
|  |             | Roberto Carballés Baena | 5                       | 7           | 6           |  |  |              | Roberto Carballés Baena | Roberto Carballés Baena | 7            | 6            |  |
|  | 14          | Víctor Estrella Burgos  | 7                       | 6(1)        | 1           |  |  |              |                         |                         |              |              |  |

### Sezione 7
|  | Primo turno | Primo turno      | Primo turno      | Primo turno | Primo turno |  |  | Ultimo turno | Ultimo turno     | Ultimo turno     | Ultimo turno | Ultimo turno |  |
|  |             |                  |                  |             |             |  |  |              |                  |                  |              |              |  |
|  | 7           | Dušan Lajović    | Dušan Lajović    | 7           | 6           |  |  |              |                  |                  |              |              |  |
|  | WC          | Jaume Munar      | Jaume Munar      | 5           | 2           |  |  | 7            | Dušan Lajović    | Dušan Lajović    | 4            | 3            |  |
|  |             | Santiago Giraldo | Santiago Giraldo | 7           | 6           |  |  |              | Santiago Giraldo | Santiago Giraldo | 6            | 6            |  |
|  | 10          | Rajeev Ram       | Rajeev Ram       | 5           | 4           |  |  |              |                  |                  |              |              |  |